# Johann Schiltberger
Johann Schiltberger o Hans Schiltberger (Frisinga, ¿septiembre? de 1380-c. 1440) fue un escritor y viajero bávaro que participó en la Cruzada de Nicópolis.

## Biografía

Escudo de la familia Schiltberger.

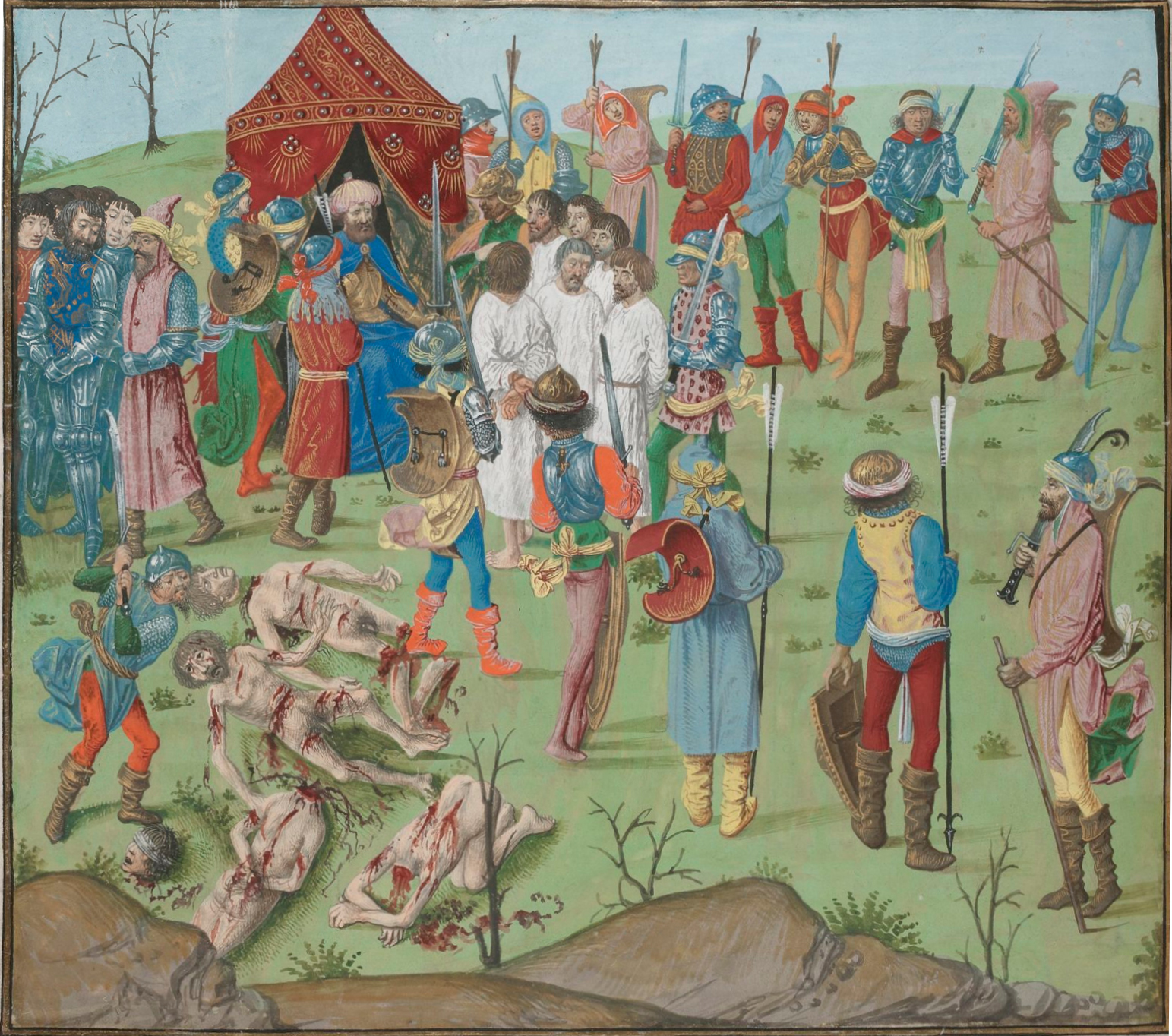
La venganza contra los cristianos cautivos tras la batalla de Nicópolis.

Johannes Schiltberger nació en Frisinga (o Múnich) en septiembre de 1380 en el seno de una familia de la nobleza bávara, cuyos orígenes pueden ser identificados hasta el siglo XI, los Marschalken von Schiltberg A los quince años se marchó a combatir en la cruzada de Nicópolis contra los otomanos como parte de la hueste de su señor Leonhard Reichartinger. En la batalla de Nicópolis, en septiembre de 1396, el ejército cristiano bajo el mando del rey Segismundo de Hungría fue vencido y Schiltberger cayó cautivo. Reichartinger murió. Fue reclutado por el sultán Bayezid I al año siguiente como soldado de infantería, y más tarde serviría en la caballería.

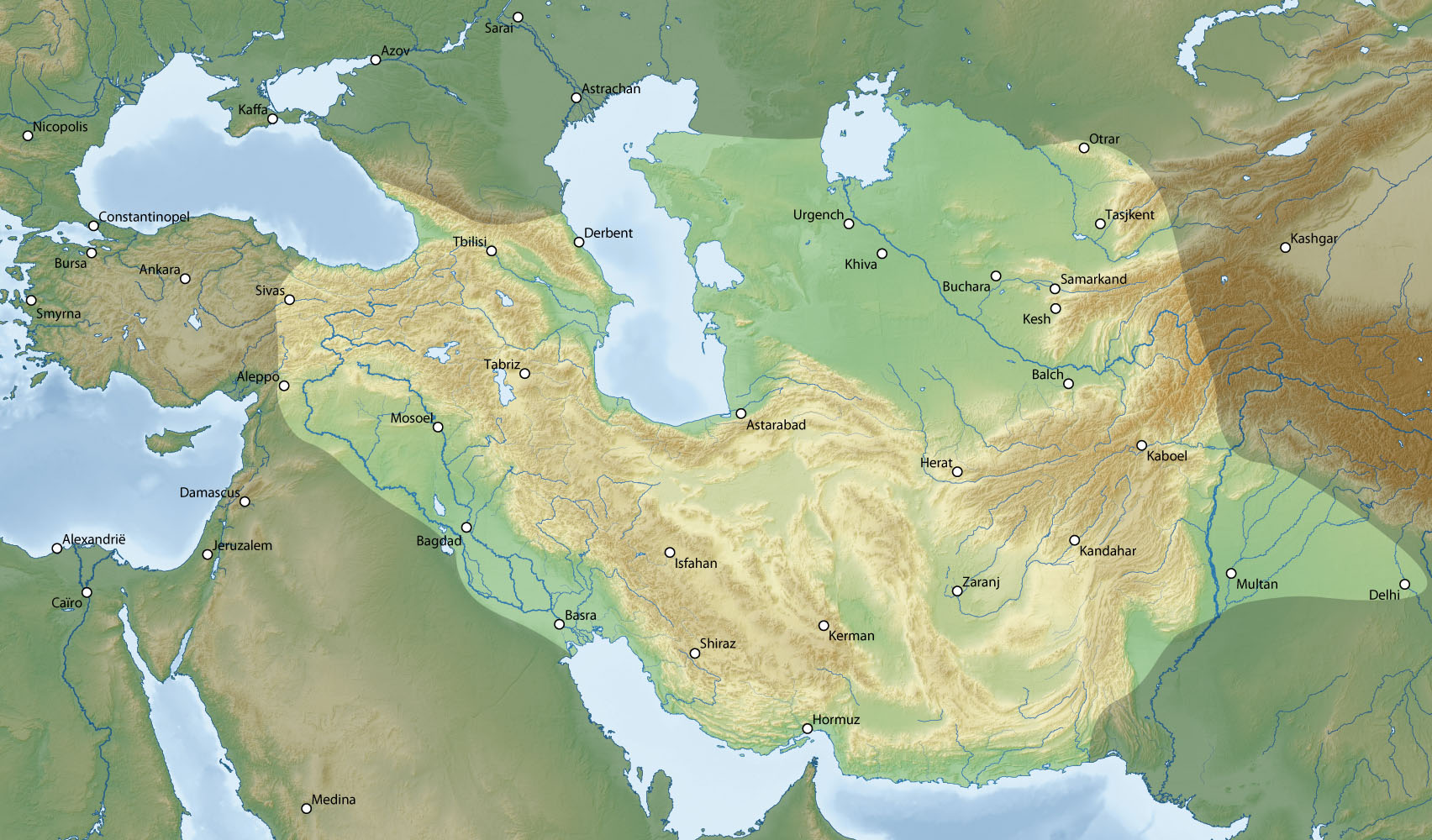
Viaje de Tamerlán en 1405.

En la batalla de Ankara de 1402 fue capturado junto con el sultán por las tropas mongolas de Tamerlán. Pasó a servir al soberano mongol hasta su muerte el 17 de febrero de 1405, yendo con él a Samarcanda, Armenia y Georgia. Pasó a ser esclavo del más capaz de sus hijos, Shahruj, más tarde de un hermano de este, Miran Shah, y luego de un hijo del último, Abu Bakr, cuyas tropas cruzaron Armenia. En algún momento viajó por Egipto, Bagdad, Persia y por la ruta de Herat a Delhi. Más tarde acompañaría a Chekre, un príncipe kipchak, que sería brevemente jan de la Horda de Oro, a una expedición a Siberia, de cuyo nombre Schiltberg da una de las primeras menciones en la literatura occidental. Probablemente participó en el ataque a la Bulgaria del Volga, que corresponde a la actual región de Kazán y en sus saqueos de la estepa del sudeste de Rusia. Visitó Sarai, la antigua capital del janato kipchak a orillas del Volga inferior, y Azov, colonia mercantil genovesa y veneciana. Tras la muerte de Chekre, pasó a ser propiedad del príncipe Muhammad. Viajó a Crimea, Circasia, Abjasia y Mingrelia, hasta que logró escapar por Batum hacia Constantinopla en 1426, donde estuvo escondido algún tiempo. 
Consiguió llegar a su tierra natal en 1427 a través de Kiliya, Akkerman, Lemberg, Cracovia, Breslavia y Meissen. Posteriormente serviría como chambelán del duque Alberto III de Baviera (como refiere Johannes Aventinus), tras cuyo ascenso al ducado de Baviera-Múnich en 1438, Schiltberger se trasladó a su finca, donde escribió una autobiografía y murió probablemente alrededor de 1440.

## Obra
Reisebuch, el libro de viajes de Schiltberger, contiene no solo un registro de sus propias experiencias y una descripción de varios capítulos de la historia contemporánea oriental, sino también un relato sobre países y sus hábitos y costumbres, especialmente de aquellos países que había visitado. En primer lugar se hallan las tierras «a este lado» del Danubio y el mar Negro, que han caído bajo el dominio otomano; tras esta descripción, los dominios otomanos en Asia; y por último, las más remotas regiones del mundo de Schiltberger, desde Trebisonda a Rusia y desde Egipto a la India. Se describe Brusa, varias regiones caucásicas occidentales y armenias, las regiones alrededor del mar Caspio y los hábitos de sus gentes (especialmente los tártaros rojos), Siberia, Crimea y la gran colonia genovesa de Feodosia (donde pasó cinco meses), Egipto y Arabia. Sus alusiones a las misiones católicas que todavía persisten en Armenia y en otras regiones más allá del Ponto Euxino y a las comunidades cristianas (no católicas) en las estepas son también destacables.
Schiltberger es quizá el primer escritor de la cristiandad occidental en describir verdaderamente la tumba de Mahoma en Medina. Sus descripciones del Islam y la cristiandad oriental son de un notable valor para su tiempo, y puede contarse entre los autores que contribuyeron a situar a finales de la Edad Media al Preste Juan en Abisinia. Schiltberger puso por escrito uno de los primeros avistamientos de caballos de Przewalski por parte de europeos Su obra, no obstante, contiene muchas inexactitudes, pues se equivoca al recontar los años de servicio con Bayaceto y Timur.
Su relato de las campañas de Timur es nebuloso, a menudo incorrecto, y algunas veces fabuloso. Existen cuatro manuscritos del Reisebuch: el primero se conserva en la Biblioteca Fürstenberg de Donaueschingen (nº 481), el segundo en la Biblioteca Universitaria de Heidelberg (nº 216), el tercero en la Biblioteca de la Ciudad de Núremberg (nº 34) y el cuarto en la Biblioteca de la Abadía de San Gall. Los cuatro son del siglo XV y del último se conservan fragmentos.
La obra fue imprimida por primera vez en Augsburgo alrededor de 1460, apareciendo cuatro ediciones más en el siglo XV y seis en el xvi. En el siglo XIX las mejores fueron las de K. F. Neumann en Múnich en 1859; la de P. Brunn en Odesa en 1866; la de V. Langmantel de Tubinga de 1885 En inglés cabe mencionar también en el siglo XIX, The Bondage and Travels of Johann Schiltberger..., de la Haklyut Society en 1879; la de Joseph von Hammer-Purgstall, Berechtigung d. orientalischen Namen Schiltbergers,; la de R. Röhricht, Bibliotheca geographica Palaestinae (Berlín, 1890, pp. 103-104);  y la de C. R. Beazley, Dawn of Modern Geography, iii. 356-378, 550, 555.